# سومنر كاروث
سومنر كاروث (بالإنجليزية: Sumner Carruth)‏ هو ضابط أمريكي، ولد في 22 ديسمبر 1834 في نورث بروكفيلد في الولايات المتحدة، وتوفي في 10 مارس 1892 في Andover, Massachusetts ‏ في الولايات المتحدة.